# 2S9
2S9  (hay Nona-Ctiếng Nga: 2С9, «Нона-C») là tên một loại pháo cối tự hành bánh xích 120 mm do Quân đội Liên Xô thiết kế và chính thức hoạt động vào năm 1981. Phần khung tăng được gọi là S-120 và phần giáp trước được bọc bằng nhôm giống như xe bọc thép chở quân nhảy dù BTR-D. Hiện tại không có con số sản xuất chính thức được đưa ra nhưng theo phỏng đoán thì có khoảng 1000 chiếc được sản xuất.

## Mô tả
2S9 Nona-S là loại xe lội nước và có thể tự vận hành được dưới nước nhờ hai máy bơm xả nước đằng sau thân xe. Kíp chiến đấu của tăng gồm 4 người: chỉ huy-thợ máy/lái tăng-pháo thủ-người điều khiển súng máy. Phần thân tăng của 2S9 được chia làm 3 ngăn: ngăn chỉ huy-ngăn chiến đấu-ngăn động cơ. Một bánh xe cốt thép được hàn vào giữa thân tăng. Tháp pháo có hai cửa thoát hiểm dành cho người điều khiển súng máy và người thay đạn. 2S9 được trang bị một pháo 120 mm 2A60 với chiều dài 1.8 m.2S9 bắn theo kiểu cơ bấm và có thể bắn ra đạn HE, đạn phosphor trắng và đạn khói.

## Những nước sử dụng
- Azerbaijan - 29
- Belarus - 54
- Kyrgyzstan - 12
- Moldova - 9
- Nga - 500
- Turkmenistan - 12
- Ukraina - 64
- Uzbekistan - 60
- Afghanistan - hiện chưa có con số cụ thể
- Liên Xô